# Illegale emigratie

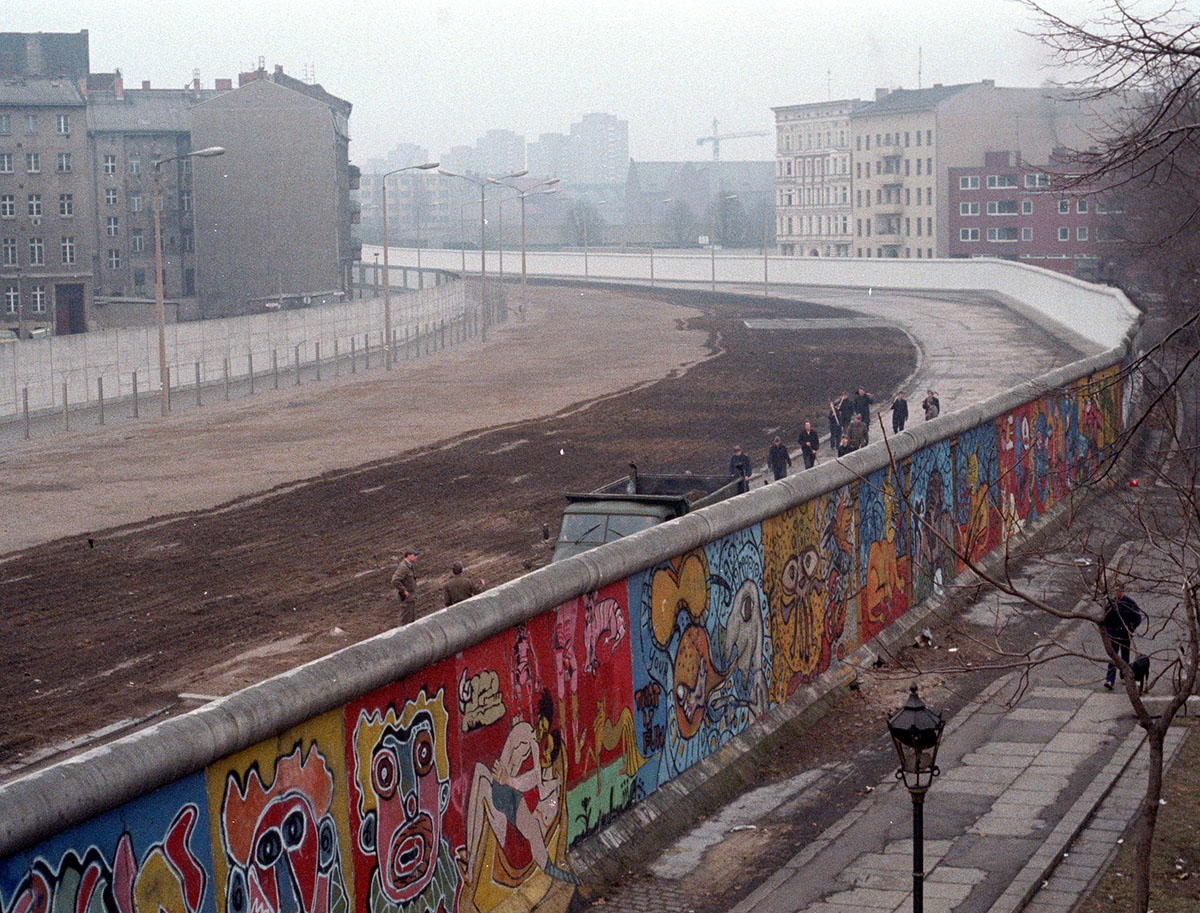
De inmiddels grotendeels afgebroken Berlijnse Muur was een symbool van overheidsbeleid om illegale emigratie tegen te gaan.

Illegale emigratie verwijst naar het verlaten van een land (emigreren) op een wijze die een overtreding van de in dat land geldende emigratiewetgeving inhoudt. Dit kan ook het geval zijn indien een persoon het land wel op legale wijze verlaat, maar vervolgens weigert om terug te keren zodra het herkomstland dat verlangt.
Voorbeelden van het instellen van emigratiebeperkingen zijn de beperkingen die de Sovjet-Unie twee maanden na de Russische Revolutie van 1917 instelde en die het haar burgers verbood het land voorgoed te verlaten.  Ook de Oostbloklanden kenden emigratiebeperkingen die op de Russische beperkingen leken.  De Berlijnse Muur, die in 1961 opgericht werd nadat meer dan 10% van de bevolking de DDR ontvlucht was, was niet alleen een symbool voor emigratiebeperking, maar vooral ook een feitelijke barrière bedoeld om de emigratiestroom van Oost- naar West-Berlijn een halt toe te roepen. Een vergelijkbare situatie doet zich voor in Noord-Korea waar ook anno 2010 nog strenge emigratiebeperkingen van kracht zijn.
Bijzondere gevallen van illegale emigratie betreffen personen die een land ontvluchten om vervolging te voorkomen.  Het is mogelijk dat een illegale emigrant in het bestemmingsland ook als illegale immigrant gezien wordt en in die hoedanigheid uitgeleverd wordt aan het land van oorsprong.  Desondanks hoeft een illegale emigrant niet noodzakelijkerwijs ook een illegale immigrant te worden in het bestemmingsland.  Zuid-Korea neemt bijvoorbeeld "overlopers" uit Noord-Korea vrijelijk op, en ook Bondsrepubliek Duitsland, dat zich als vertegenwoordiger van alle Duitsers beschouwde, nam Duitse emigranten uit de DDR en de rest van Oost-Europa op en verleende direct het Duitse staatsburgerschap.
De Verenigde Naties hanteren als uitgangspunt dat emigratie onderdeel vormt van het recht op vrijheid van beweging. Conform de Universele verklaring van de rechten van de mens heeft "ieder het recht op het verlaten van een land, inclusief het eigen land, alsmede het recht om terug te keren naar zijn eigen land".